# ناويا سايكي
ناويا سايكي (باليابانية: 佐伯 直哉) (18 ديسمبر 1977 في تاما في اليابان – )؛ هو لاعب كرة قدم ياباني سابق كان يلعب كلاعب وسط.

## وصلات خارجية
- ناويا سايكي على موقع الاتحاد الدولي (مؤرشف)  (الإنجليزية)
- ناويا سايكي على موقع رابطة كرة القدم اليابانية للمحترفين (اليابانية)
- ناويا سايكي على موقع قاعدة بيانات كرة القدم.إي يو (الإنجليزية)
- ناويا سايكي على موقع Soccerway.com (الإنجليزية)
- ناويا سايكي على موقع عالم كرة القدم.نت (الإنجليزية)